# 제6군단 (대한민국)
제6군단(第六軍團, 영어: Republic of Korea VI Corps)은 경기도 포천시 일대에 주둔했던 대한민국 육군의 군단이며, 상징명칭은 진군부대(進軍部隊)이다.
1954년 5월 1일 창설되었으며, 국방개혁 2020에 따라 2022년 11월 30일에 해체되었다.

## 편성
구성부대
- 제5보병사단 "열쇠"
- 제28보병사단 "무적태풍"
- 제73보병사단 "충일"

예하부대
- 제5기갑여단 "철풍"
- 제6공병여단
- 제6포병여단
- 제106정보통신단
  - 제761통신대대
  - 제762통신대대
- 제306경비연대
- 본부근무대
- 제706특공연대
- 제16화생방대대
- 제146정보대대
- 제516방공대대

지원부대
- 제6군수지원단
- 제16항공단
- 국군양주병원

## 소속
1. 제1야전군, 1954년 5월 1일
2. 제3야전군, 1973년 7월 1일
3. 지상작전사령부, 2019년 1월 1일

## 역대 군단장
| 역대 | 성명   | 계급 | 취임일 | 이임일           |
| ---- | ------ | ---- | ------ | ---------------- |
| 초대 | 미상   | 미상 |        |                  |
| 2대  | 백인엽 | 중장 |        |                  |
| 3대  | 강영훈 | 중장 |        |                  |
| 4대  | 김웅수 | 중장 |        |                  |
| 5대  | 최홍희 | 중장 |        |                  |
| 6대  | 김계원 | 대장 |        |                  |
| 7대  | 정래혁 | 중장 |        |                  |
| 8대  | 한신   | 대장 |        |                  |
| 9대  | 김희덕 | 중장 |        |                  |
| 10대 | 이세호 | 대장 |        |                  |
| 11대 | 박원근 | 중장 |        |                  |
| 12대 | 이소동 | 중장 |        |                  |
| 13대 | 김용휴 | 중장 |        |                  |
| 14대 | 이재전 | 중장 |        |                  |
| 15대 | 신현수 | 중장 |        |                  |
| 16대 | 강영식 | 중장 |        |                  |
| 17대 | 김홍한 | 대장 |        |                  |
| 18대 | 안필준 | 대장 |        |                  |
| 19대 | 박명철 | 중장 |        |                  |
| 20대 | 나병선 | 중장 |        |                  |
| 21대 | 임인조 | 중장 |        |                  |
| 22대 | 김재창 | 대장 |        |                  |
| 23대 | 최경근 | 중장 |        |                  |
| 24대 | 이재관 | 대장 |        |                  |
| 25대 | 서경석 | 중장 |        |                  |
| 26대 | 김판규 | 대장 |        |                  |
| 27대 | 서종표 | 대장 |        |                  |
| 28대 | 미상   | 미상 |        |                  |
| 29대 | 미상   | 미상 |        |                  |
| 30대 | 미상   | 미상 |        |                  |
| 31대 | 정두근 | 중장 |        |                  |
| 32대 | 이홍기 | 대장 |        |                  |
| 33대 | 서길원 | 중장 |        |                  |
| 34대 | 김학주 | 중장 |        |                  |
| 35대 | 이범수 | 중장 |        |                  |
| 36대 | 박종진 | 대장 |        |                  |
| 37대 | 김성진 | 중장 |        |                  |
| 38대 | 김성일 | 중장 |        |                  |
| 39대 | 박양동 | 중장 |        |                  |
| 40대 | 강건작 | 중장 | ?      | 2022년 11월 30일 |

## 같이 보기
- 대한민국 육군의 부대 조직 및 편성 목록